# إيرنيستو ناثان روجرز
إيرنيستو ناثان روجرز (بالإيطالية: Ernesto Nathan Rogers)‏ هو مهندس معماري وصحفي إيطالي، ولد في 16 مارس 1909 في ترييستي في إيطاليا، وتوفي في 7 نوفمبر 1969 في غاردوني ريفييرا في إيطاليا.